# みかん山プロダクション
有限会社みかん山プロダクション（みかんやまプロダクション）は、漫才師、女優の辻イト子が、大阪府岸和田市阿間河滝町の自宅に設立した芸能事務所である。所属しているのは主婦タレントが中心である。

## 沿革
- 1996年4月 - 辻イト子が「みかん山プロ」を設立
- 2001年1月 - 代表を辻の長女の射場京子に交代
- 2001年6月 - 有限法人化

## 出演

### テレビ
- 所さんの学校では教えてくれないそこんトコロ!（テレビ東京）2006年6月16日（金）放送[リンク切れ]　西尾澄子
- FNSソフト工場「THE 団塊裁判ショー」（石川テレビ）2008年6月29日（日）放送 - 辻イト子・まがる（『第10回FNSソフト工場』優秀賞受賞作品）
- サプライズ 木曜「怒っとOSAKA」（読売テレビ）2009年4月9日（木）放送[リンク切れ] - 福田帆乃果
- 探偵!ナイトスクープ（朝日放送）2009年9月11日（金）放送 - 宇口久子
- かんさい情報ネットten.（読売テレビ）2009年11月6日（金）放送 - 奥百合子、迫間千鶴子
- 情報エンタメLIVE ジャーナる!（フジテレビ・関西テレビ）2010年1月24日（日）放送 奥百合子、青山あおい、板東真実（池谷真実）
- 嵐にしやがれ（日本テレビ）2009年11月13日（土）放送 - 迫間千鶴子、他
- 朝生ワイド す・またん!（読売テレビ）2010年12月1日（水）放送

## 関連会社
- 株式会社みかん山本舗